# Roger Hodgson
Charles Roger Pomfret Hodgson (Portsmouth, Hampshire, 21 de marzo de 1950), más conocido como Roger Hodgson, es un músico y compositor británico, fundador junto a Rick Davies de la banda de rock progresivo Supertramp y compositor de gran parte del catálogo musical del grupo hasta su marcha en 1983. Es también reconocido por su voz aguda, marca distintiva de la música de Supertramp, así como por la temática de sus canciones, que habitualmente relatan temas espirituales y filosóficos.
Tras abandonar Supertramp en 1983, Hodgson inició una carrera en solitario con la publicación del álbum In the Eye of the Storm, grabando hasta la fecha tres álbumes de estudio. A pesar de varios intentos por retomar la colaboración con Rick Davies, su antiguo compañero en Supertramp, Roger Hodgson centró desde 1997 su carrera artística en ofrecer conciertos periódicos durante extensas giras anuales, en las que combina actuaciones en solitario con conciertos respaldados por una banda de apoyo.

## Biografía

### 1950–1969: Primeros años y orígenes musicales
Hijo de Charles Hodgson y Jill Hodgson, Roger Hodgson nació el 21 de marzo de 1950 en Portsmouth, Inglaterra y se crio en Oxford, en una familia de clase media. Fue a la escuela Woodcote House, cerca de Wallingford, donde aprendió a tocar la guitarra eléctrica, y posteriormente acudió a la escuela Stowe School, cerca de Buckingham. A los 12 años su padre le regaló su primera guitarra y aprendió tres acordes básicos de su profesor en la escuela. Poco tiempo después comenzó a componer su propia música, y con 13 años ofreció su primer concierto en el colegio interpretando nueve canciones propias.
Hodgson formó su primera banda en el colegio, llamada H-Bombs y formada por él a la guitarra y Roy Hoby tocando una caja. Con 19 años, entró por primera vez en un estudio de grabación como guitarrista para el grupo People Like Us, que formó poco después de graduarse del internado. El grupo grabó dos canciones, «Duck Bound» y «Send Me No Flowers», que nunca fueron publicadas.
Tras la separación de People Like Us, Hodgson participó en una audición para el sello discográfico Island Records, gracias a la ayuda del representante del grupo Traffic. Island le usó como vocalista del grupo Argosy, formado por Reginald Dwight (más tarde conocido como Elton John), Caleb Quaye y Nigel Olsson. La única grabación del grupo fueron dos canciones, «Mr. Boyd» e «Imagine», compuestas por Hodgson y publicadas como sencillo en 1969 por dos sellos independientes, DJM en el Reino Unido y Congress en Estados Unidos. «Mr. Boyd» fue versionada en 1997 por Jake Shillingford y su grupo My Life Story en su álbum The Golden Mile.

### 1969–1983: Con Supertramp
Tras la ruptura de Argosy, Hodgson respondió a un anuncio puesto en Melody Maker por Rick Davies, que buscaba un guitarrista para un nuevo grupo de rock progresivo bajo el nombre de Supertramp. Hodgson obtuvo en un primer momento el puesto, pero la llegada al día siguiente de Richard Palmer y su contratación como guitarrista obligó a Hodgson a aprender a tocar el bajo.
A pesar de que las canciones del primer álbum del grupo, Supertramp, publicado en 1970, fueron acreditadas a Hodgson, Palmer y Davies, las letras fueron compuestas por Palmer. Sin embargo, la temprana marcha de Palmer del grupo permitió a Hodgson volver a la guitarra y centrarse, junto a su compañero Davies, en la composición de los temas de Supertramp a partir de su segundo álbum, Indelibly Stamped.
Con una formación fija y compuesta por John Helliwell al saxofón, Bob Siebenberg a la batería y Dougie Thomson al bajo, Supertramp obtuvo su primer éxito comercial con el álbum Crime of the Century, que alcanzó el primer puesto en las listas de éxitos canadienses y el puesto 38 en la lista Billboard 200. El éxito del grupo continuó con sus posteriores trabajos, Crisis? What Crisis? e Even in the Quietest Moments, y alcanzó su apogeo con la publicación en 1979 de Breakfast in America, que alcanzó el primer puesto en la lista Billboard 200 y ha vendido hasta la fecha más de 20 millones de copias a nivel mundial.

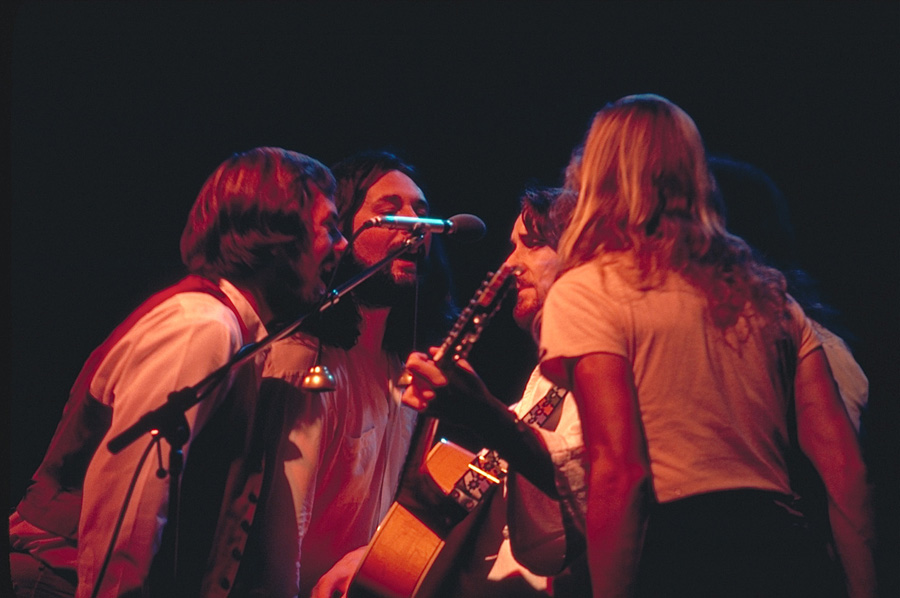
Supertramp durante la gira Breakfast in Europe en el Olympia Halle de Múnich en 1980. De izquierda a derecha: Dougie Thomson, Rick Davies, Roger Hodgson y Bob Siebenberg.

Entre 1974 y 1983, todas las canciones de Supertramp fueron legalmente fijadas con créditos compartidos entre Davies y Hodgson. Sin embargo, ambos compositores nunca escribieron como tándem, y en términos generales cada uno escribió la mitad del catálogo musical del grupo, perteneciendo a Hodgson canciones como «Give a Little Bit», «Breakfast in America», «The Logical Song», «Take the Long Way Home» e «It's Raining Again», entre otras.
El uso por parte de Davies de las canciones compuestas por Hodgson, generalmente más comerciales y reconocidas como marca de Supertramp, se convirtió desde la marcha de Hodgson en una de las principales disputas con su antiguo compañero de grupo. No obstante, a lo largo de la historia de Supertramp, la relación de amistad entre Davies y Hodgson se fue distanciando prematuramente a medida que las inclinaciones musicales y sus respectivos estilos de vida coincidían cada vez menos.
Tras la gira de promoción de Breakfast in America y la publicación en 1980 del álbum Paris, Hodgson cambió su residencia y se trasladó desde Los Ángeles hasta las montañas del norte de California, donde construyó una casa y un estudio de grabación y comenzó a centrar su actividad en su familia y en la vida espiritual. La distancia geográfica separó aún más a Hodgson del grupo, y durante la grabación de ...Famous Last Words..., Davies y Hodgson encontraron dificultades en conciliar sus respectivas ideas musicales. Según declaró Bob Siebenberg en relación con los planteamientos musicales de Davies y Hodgson: «Al final, ambos cambiaron sus formatos y la imagen de cómo tendría que ser el álbum. Se convirtió en una versión diluida de lo que habían pensado».
Publicado en 1982, ...Famous Last Words... se convirtió en el último trabajo de Supertramp con Hodgson, y fue seguido de una gira de promoción en 1983 donde Hodgson anunció que no iba a continuar con Supertramp. Según declaró Hodgson, su marcha estuvo motivada por el deseo de estar más tiempo con su familia y publicar trabajos en solitario, y que no hubo nunca problemas personales o profesionales entre Davies y él.

### 1984–1999:In the Eye of the StormyHai Hai
Desde su salida de Supertramp en 1983, Hodgson grabó tres álbumes en su estudio de grabación privado, el primero de ellos al poco tiempo de abandonar el grupo. Titulado Sleeping With The Enemy, el álbum fue grabado en los meses entre la publicación de ...Famous Last Words... y su posterior gira de promoción, y fue mezclado durante los ensayos con Supertramp con la esperanza de poder promocionar alguna canción durante los conciertos con el grupo. Sin embargo, en el último minuto Hodgson tuvo dudas sobre la calidad del álbum y decidió frenar su publicación, dedicando más tiempo a las nuevas canciones tras finalizar su última gira con Supertramp.
El resultado final fue In the Eye of the Storm, publicado en 1984 y autoproducido en su mayoría por el propio Hodgson, tanto a nivel instrumental como compositivo. A pesar de la promoción como el primer trabajo de un antiguo miembro de Supertramp, In the Eye of the Storm no obtuvo un éxito comercial destacado ni en Reino Unido ni en Estados Unidos. Con un sonido más orientado hacia la música pop a diferencia de sus anteriores trabajos con Supertramp, el primer sencillo, «Had a Dream (Sleeping With the Enemy)», alcanzó el puesto 48 en Estados Unidos, mientras que otros sencillos como «In Jeopardy» y «Hooked On A Problem» no entraron en las listas de éxitos.
Aún no logrando el éxito comercial de sus anteriores trabajos bajo el nombre de Supertramp, In the Eye of the Storm se convirtió en el mayor éxito de crítica de su carrera en solitario. Bret Adams escribió para Allmusic una reseña positiva en la que afirmó que la calidad del álbum se debía al uso de la mayoría de los instrumentos por parte de Hodgson, y que aunque la música carecía de elementos de rock progresivo, «el espíritu de la experimentación del género musical está vivo en el álbum, con cinco de siete canciones que exceden los seis minutos».
Su segundo trabajo, Hai Hai, fue publicado en 1987 y marcó un cambio de sonido hacia tendencias musicales orientadas hacia el synthpop, aún manteniendo la habitual línea compositiva de Hodgson. Sin embargo, previo a la publicación del álbum, Hodgson sufrió un accidente doméstico padeciendo la fractura de sus dos muñecas, lo que le impidió promocionar su trabajo. Como resultado, Hai Hai alcanzó solo el puesto 163 en la lista Billboard 200, y Hodgson decidió tomar un descanso de giras y grabaciones y pasar más tiempo con sus hijos mientras se recuperaba de las lesiones.
En 1990, el grupo Yes ofreció a Hodgson entrar como vocalista, pero rechazó la oferta. Sin embargo, colaboró con Trevor Rabin componiendo la canción «Walls», publicada en el álbum de Yes Talk. Una versión de la canción, con Hodgson y Rabin en la voz, fue publicada en el álbum 90125, con demos y trabajos de estudio de Rabin.
El primer intento por rehacer la formación clásica de Supertramp tuvo lugar en 1993, tras coincidir con Davies en un concierto homenaje a Jerry Moss, fundador de A&M Records, en el que interpretaron «The Logical Song» y «Goodbye Stranger». Tras el concierto, Hodgson y Davies colaboraron en el estudio desarrollando canciones como «In The Light» y «You Win I Lose», posteriormente publicadas en el álbum Some Things Never Change. Sin embargo, la colaboración no dio el resultado esperado y Hodgson prefirió continuar en solitario.
Tras un largo descanso, Hodgson emprendió en 1994 su primera gira en diez años y publicó en 1997 Rites of Passage, un álbum en directo con canciones interpretadas durante la gira. Rites of Passage fue grabado en Nevada City (California) e incluyó una banda de respaldo con su hijo Andrew y su compañero en Supertramp John Helliwell. A pesar de no obtener un éxito comercial destacado en Reino Unido y Estados Unidos, el álbum alcanzó el puesto 34 en Alemania.
Dos años después, Hodgson interpretó el papel de Rey Arturo en la ópera rock Excalibur: La Legende Des Celtes, un proyecto liderado por Alan Simon y publicado en 1999, y apareció en dos canciones del álbum, «The Elements» y «The Will of God». Además, contribuyó en los coros de la canción «The Moon Says Hello» en el álbum Mayo Longo del músico español Carlos Núñez.

### De 2000 en adelante:Open the Doory vuelta a los escenarios
Su tercer álbum en solitario, Open the Door, fue publicado en el año 2000, siguiendo la estela de sus anteriores trabajos, y cuenta con la colaboración de Alan Simon y Trevor Rabin. En agosto del mismo año, Hodgson participó en la Fairport Convention interpretando los temas «Breakfast In America», «The Logical Song», «Open The Door» y «Give A Little Bit».

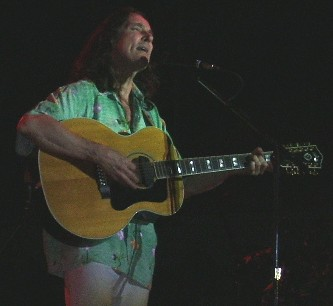
Roger Hodgson tocando la guitarra en el festival A Taste of Summer de Waukeshau, Wisconsin, el 25 de junio de 2005.

Durante 2001, Hodgson salió de gira como miembro del grupo All-Starr Band de Ringo Starr. Desde 2004 y hasta la actualidad, Hodgson ha emprendido giras anuales en las que combina actuaciones en solitario, interpretando canciones con la guitarra o con el piano, y conciertos con una banda de apoyo e incluso, en ocasiones, con orquesta, y dejando de lado cualquier trabajo en el estudio de grabación. Su gira de 2004 le llevó a escenarios de Centroeuropa y Canadá, mientras que en 2005 amplió sus conciertos a Estados Unidos y ofreció su primer concierto en veinte años en Londres, grabado para un futuro lanzamiento en DVD que se desechó. En su lugar, el concierto ofrecido en el Place Des Arts de Montreal el 6 de junio de 2006 fue publicado en el DVD Take The Long Way Home - Live in Montreal, certificado como disco de platino por la Canadian Recording Industry Association. El DVD fue publicado a nivel global por Eagle Vision en 2007 y fue certificado como disco de oro en Alemania y Francia.
En mayo de 2006, Hodgson fue honrado por la ASCAP en reconocimiento de su canción «Give A Little Bit», por ser una de las más interpretadas del catálogo de ASCAP en 2005. Dos años después fue premiado nuevamente por la ASCAP por la canción de Gym Class Heroes «Cupid’s Chokehold», un remake de la canción «Breakfast in America» con amplia difusión comercial en 2007.
Durante su gira de 2007, Hodgson participó en el Concert for Diana organizado el 1 de julio en el Estadio de Wembley, interpretando un popurrí de sus canciones más conocidas: «The Logical Song», «Dreamer», «Breakfast in America» y «Give A Little Bit».

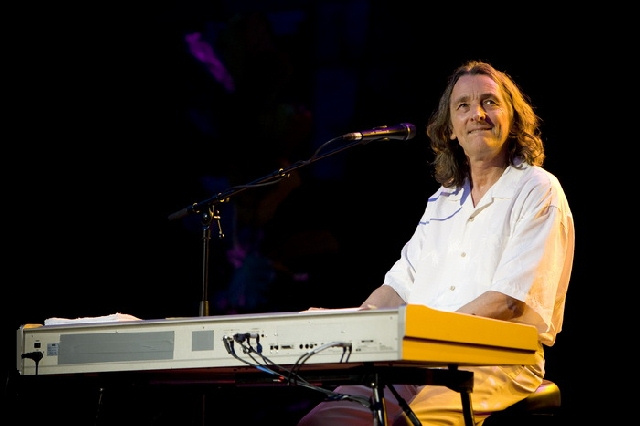
Roger Hogdson, 2008.

En 2009 ofreció conciertos en Europa y Norteamérica, visitó por primera vez países como Ecuador, Venezuela  y participó en el Festival Internacional de la Canción de Viña del Mar en Chile y en el Festival Cultural Zacatecas de México. En 2010 organizó una nueva gira mundial con nuevos conciertos en Norteamérica, Sudamérica y Europa, visitando por primera vez países como Panamá.
En 2010, su compañero Rick Davies volvió a reformar Supertramp para emprender una gira con motivo del 40.º aniversario del grupo. La promoción de la gira con canciones de Hodgson provocó el enfado de Roger, según el cual el uso de sus canciones rompe un acuerdo verbal entre él y Rick de no interpretarlas a cambio de mantener Davies el nombre de Supertramp. Ante esta situación, Hodgson mantuvo la línea de años anteriores y ofreció conciertos en solitario a nivel mundial, y publicó en octubre Classics Live, un álbum en formato digital con canciones interpretadas durante la gira de 2010.
El 10 de abril de 2012, Hodgson comenzó la gira Breakfast In America Tour en Sudamérica, pasando por países como Ecuador, Perú, Chile, Argentina, Brasil y México. El 4 de mayo de 2012 fue nombrado Caballero de la Orden de las Artes y las Letras por el Ministerio de Cultura de Francia en reconocimiento a su contribución al mundo del arte.

## Discografía
| Con Supertramp - 1970: Supertramp - 1971: Indelibly Stamped - 1974: Crime of the Century - 1975: Crisis? What Crisis? - 1977: Even in the Quietest Moments... - 1979: Breakfast in America - 1980: Paris - 1982: ...Famous Last Words... | En solitario - 1984: In the Eye of the Storm - 1987: Hai Hai - 1997: Rites of Passage - 2002: Open the Door - 2010: Classics Live - 2020: Classics Live 2 |